# Есетколь
Есетколь (каз. Есеткөл) — озеро в Узункольском районе Костанайской области Казахстана. Находится в 4 км к северу от села Речное (быв. свх им. Чапаева).
По данным топографической съёмки 1944 года, площадь поверхности озера составляет 1,52 км². Наибольшая длина озера — 1,6 км, наибольшая ширина — 1,2 км. Длина береговой линии составляет 4,4 км, развитие береговой линии — 1. Озеро расположено на высоте 158,3 м над уровнем моря.
Озеро входит в перечень рыбохозяйственных водоёмов местного значения.